# Interview met Josef Kaifas
Interview met Josef Kaifas is een hoorspel van Will Barnard. De NCRV zond het uit op vrijdag 27 maart 1970. De regisseur was Johan Wolder. De uitzending duurde 48 minuten.

## Rolbezetting
- Paul Deen (Kaifas)
- Dick Scheffer (Dr. Pinchas)
- Paul van der Lek (dominee Bosboom)
- Corry van der Linden (Ineke, een huisvrouw)
- Sacco van der Made (burgemeester Van Beveren)
- Tine Medema (mejuffrouw Dijkstra, een onderwijzeres)
- Tonny Foletta (Jansen, een winkelier)

## Inhoud
Tijdens dit "interview" komen enkele belangrijke problemen aan de orde. Het netelige vraagstuk van de godsmoord is het uitgangspunt. Het optreden van Jezus van Nazareth wordt gezien in een ander en wijder perspectief. Het accent op het messianisme wordt verlegd, het wezenlijk revolutionaire in Jezus’ zending scherper belicht. Uiteraard is “het interview” niet een spel, maar eerder een dramatische discussie over een tragische samenloop van omstandigheden op een keerpunt van de geschiedenis.